# Listă de cenacluri literare românești
Aceasta este o listă de cenacluri literare românești:
- Junimea, condus de Titu Maiorescu
- Literatorul, condus de Alexandru Macedonski
- Cenaclul Idealist,condus de Alexandru Severin si Ignat Bednarik
- Sburătorul, condus de Eugen Lovinescu
- Cenaclul de proză "Junimea", condus de Ovid S. Crohmălniceanu
- Cercul literar de la Sibiu condus de Ion Negoițescu, Radu Stanca
- Cenaclul de Seară, București, coordonator Ion Gabriel Pușcă-Lupișor
- Centrul Studențesc de Cercetare Literacum, Timișoara, asociat cu Universitatea de Vest din Timișoara
- Noii
- Cenaclul de critică, condus de Eugen Simion
- Cenaclul de Luni, condus de Nicolae Manolescu
- Cenaclul de Marți, condus de Marin Mincu
- Universitas, condus de Mircea Martin
- Echinox din Cluj, condus de Ion Pop, Marian Papahagi
- Litere, condus de Mircea Cărtărescu
- Litere 2000, condus de Marius Ianuș
- Cenaclul literar al Uniunii Scriitorilor
- Afirmarea, din Satu Mare, condus de poetul Ion Bala
- Semenicul, din Reșița condus de poetul Iacob Roman
- Septentrion, Botoșani, condus de poetul Petruț Pârvescu
- Ars Longa, din Nürnberg /Germania, condus de Daniel Renon
- Cenaclul „I.L.Caragiale” din Ploiești, condus de Anton Tănăsescu, Florin Dochia, și în prezent, de Ioan Vintilă Fintiș.
- Cenaclul Noduri și Semne, Galați
- Cenaclul "Literar ing" [1], condus de poetul Nicolae Vasile
- Revista literara online RoPoesis Arhivat în 25 iunie 2020, la Wayback Machine. - Sibiu - condus de Silviu Crăciunaș
- [[Cenaclul „Pavel Dan” din Timișoara, coordonator Eugen Bunaru
- ProspectArt [2]